# Saint-Chély-d'Apcher
Saint-Chély-d'Apcher is een gemeente in het Franse departement Lozère (regio Occitanie). De plaats maakt deel uit van het arrondissement Mende. De gemeente telde 4.025 inwoners op 1 januari 2022.

## Geschiedenis
De plaats heette aanvankelijk Saint Hilaire de Capoleg, naar het riviertje Le Chapouillet dat door de plaats stroomt. Van de 12e tot de 17e eeuw hing de plaats af van het huis d’Apcher. In de 13e eeuw werd een donjon gebouwd en in 1297 werd een franciscanenklooster gesticht met steun van baron Guérin IV d’Apcher. Tijdens de Honderdjarige Oorlog rond 1360 werd de plaats aangevallen door rovers, maar deze konden verdreven worden. De stad was toen volledig ommuurd. De parochiekerk werd ingehuldigd in 1690.
Senator Théophile Roussel werd geboren in Saint-Chély-d'Apcher en door zijn toedoen kwam er een treinstation in de gemeente.

## Geografie
Het dorp ligt in de Margeride, een bergachtige streek die deel uitmaakt van het Centraal Massief. Ten zuidwesten van Saint-Chély-d'Apcher ligt het plateau van de Aubrac. De oppervlakte van Saint-Chély-d'Apcher bedroeg op 1 januari 2022 28,26 vierkante kilometer; de bevolkingsdichtheid was toen 142,4 inwoners per km².
De onderstaande kaart toont de ligging van Saint-Chély-d'Apcher met de belangrijkste infrastructuur en aangrenzende gemeenten.

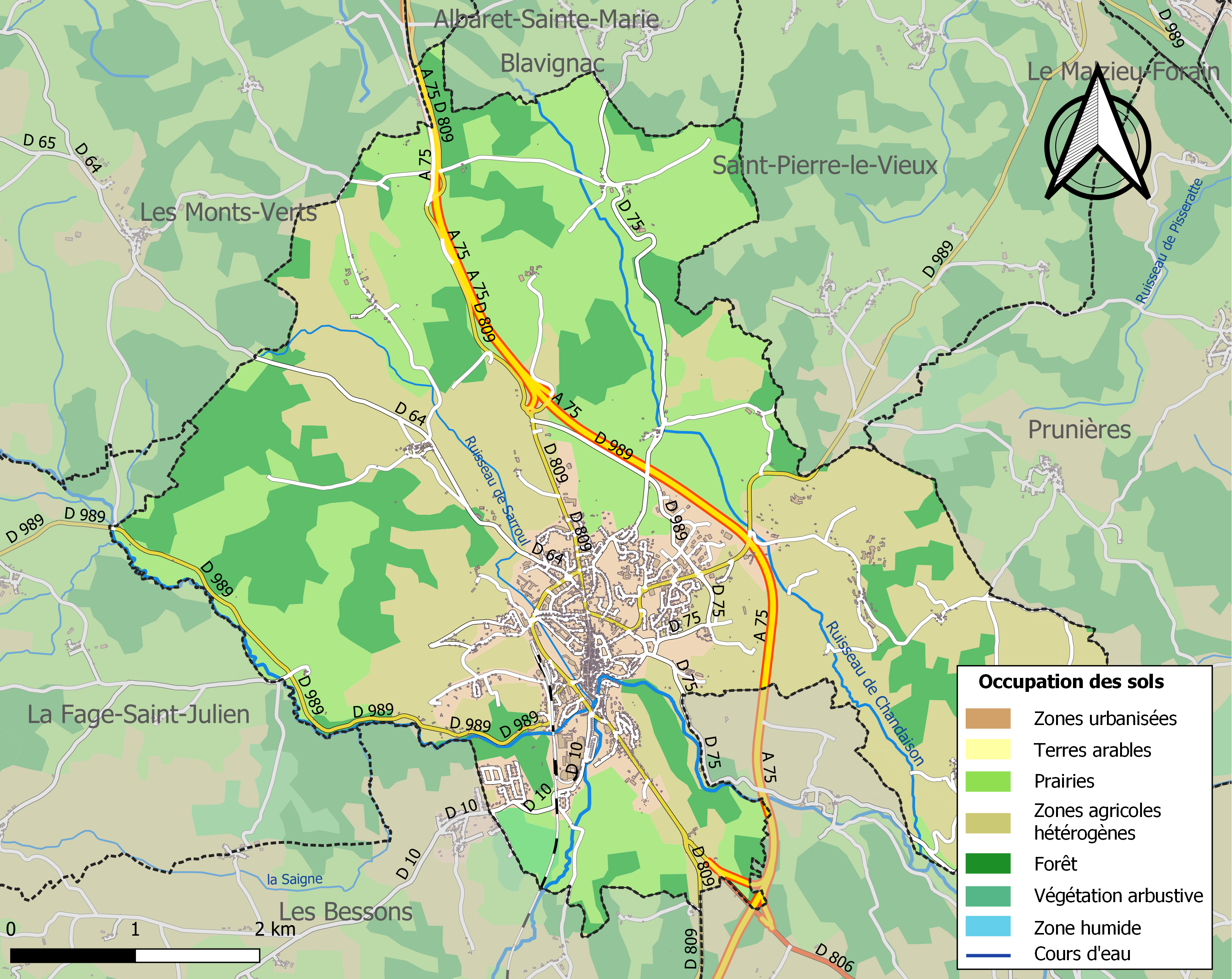

## Verkeer
In de gemeente ligt het spoorwegstation Saint-Chély-d'Apcher.

## Demografie
Onderstaande figuur toont het verloop van het inwonertal (bron: INSEE-tellingen).